# MG T-Type
La T-Type è un'autovettura prodotta dalla Morris Garages dal 1936 al 1955 in diversi modelli. Queste serie furono la TA, la TB, la TC, la TD e la TF Midget.
Le T-Type erano delle vetture sport con telaio separato, motore anteriore, cambio a quattro velocità e trazione posteriore.
Il nome TF è stato in seguito riutilizzato per un modello a motore centrale che è stato introdotto nel 2002, la MG TF.

## La TA Midget
La TA Midget sostituì la PB nel 1936. In sostanza, la TA era l'evoluzione del modello menzionato. Rispetto alla PB, la TA Midget era più grande e larga.
Il motore a quattro cilindri in linea e con distribuzione monoalbero utilizzato sulla PB, fu sostituito da un propulsore Wolseley a valvole in testa. Quest'ultimo aveva installato un carburatore doppio corpo, un albero a camme migliorato e dei condotti modificati. Il motore in questione aveva una cilindrata di 1.292 cm³, una corsa di 102 mm ed un alesaggio di 63,5 mm. La potenza erogata era di 50 CV a 4.500 giri al minuto. Il cambio manuale a quattro rapporti ora aveva le due marce più alte sincronizzate. A differenza della PB, la T-Type possedeva dei freni idraulici aventi dei tamburi da 230 mm.
Similmente alla PB, molte TA erano con carrozzeria aperta roadster due porte e telaio in legno di frassino. I sedili erano a divanetto, e dietro ad essi era ricavato uno spazio per il trasporto del carico. Nel 1938 venne introdotta la versione cabriolet due porte. Prodotta in 252 esemplari, aveva delle caratteristiche più lussuose rispetto a quelle della roadster. La capote poteva essere posizionata in tre modi: completamente aperta, interamente chiusa ed aperta solamente sopra i sedili. Questi ultimi erano singoli, ed era presente un intero set di tappetini. I veicoli erano forniti con una minima parte di carrozzeria montata sul telaio affinché il carrozziere Newport Pagnell potesse completare la vettura. Vennero prodotti anche esemplari versione coupé.
Il modello, nella versione standard, raggiungeva i 130 km/h di velocità massima ed aveva un'accelerazione da 0 a 97 km/h di 23,1 secondi.
Nel 1936 vennero prodotti circa 3.000 esemplari, che vennero messi sul mercato a 222 sterline, cioè al medesimo prezzo della PB.
Quando il modello venne introdotto, fu denominato T-Type, e solo dopo l'avvento della TB esso venne chiamato TA.

## La TB Midget
La TA è stata sostituita dalla TB Midget nel maggio del 1938. La TB aveva installato un moderno motore a quattro cilindri già installato sulla Morris Ten Serie M. Rispetto a quest'ultimo, era però più potente, dato che aveva installato dei carburatori doppio corpo. Aveva una cilindrata di 1.250 cm³, una corsa di 90 mm, un alesaggio di 66,6 mm ed erogava una potenza di 54 CV a 5.200 giri al minuto. Vennero rivisti anche il cambio e la frizione.
Disponibile sia in versione roadster due porte o nella più lussuosa versione cabriolet, la TB è il più raro modello T-Type, essendo stata prodotta in 379 esemplari.

## La TC Midget
La TC Midget è stato il primo modello MG postbellico. Esso era abbastanza simile alla TB, e ne condivideva quasi lo stesso motore a quattro cilindri in linea da 1.250 cm³ di cilindrata e valvole in testa. La differenza principale fu l'aumento del rapporto di compressione a 7,4:1, che comportò uno sviluppo di potenza pari a 54,5 CV a 5.200 giri al minuto. Molti esemplari vennero modificati per adattarsi alle esigenza del cliente. È stata prodotta solo con un solo tipo di carrozzeria, roadster due porte.
La TC è stata esportata anche negli Stati Uniti. Questi modelli possedevano dei fanali modificati e dei paraurti cromati.
Il corpo vettura era circa 100 mm più largo di quello della TB per fornire maggior spazio nell'abitacolo. La lunghezza era la medesima. Il contagiri era installato di fronte al conducente, mentre il tachimetro era posizionato dall'altra parte del cruscotto, di fronte al passeggero.
Ne vennero prodotti esattamente 10.000 esemplari dal settembre del 1945 al novembre del 1949, cioè il più alto numero di ogni altro modello MG precedente. La TC costava, nel 1947, 527 sterline. Il modello accelerava da 0 a 97 km/h in 22,7 secondi, e questa per l'epoca era una prestazione di tutto rispetto.

## La TD Midget
La TD Midget del 1950 combinava il gruppo motopropulsore della TC, un asse posteriore modificato, il telaio della MG Y-Type, una linea della carrozzeria tipica delle T-Type e delle sospensioni indipendenti con molle elicoidali anch'esse di derivazione Y-Type. Lo sterzo era a cremagliera, mentre i freni erano a tamburo.
Per la guida notturna, era previsto un sistema di illuminazione del quadro strumenti di colore verde. Non era presente l'indicatore del livello del carburante, ma venne prevista una spia che si illuminava quando la quantità di carburante scendeva sotto gli 11 litri.
Nel 1950 venne introdotta una versione aggiuntiva, la TD Mark II, che possedeva un motore con un diverso rapporto di compressione (8:1), che permetteva l'erogazione di 57 CV di potenza a 5.500 giri al minuto. Un più alto rapporto di compressione venne offerto solo per i mercati d'esportazione, visto che nel Regno Unito, a causa delle restrizioni belliche sui carburanti che erano ancora in vigore, la scelta dei clienti era ancora limitata ai carburanti con 72 numeri di ottano. La TD Mark II possedeva inoltre due pompe del carburante, degli ammortizzatori rivisti ed un più alto rapporto finale.
Della TD ne vennero prodotti circa 30.000 esemplari, di cui circa 1.700 furono Mark II. La lamentela più comune degli acquirenti statunitensi fu rivolta all'impianto elettrico da 12 V, che aveva il difetto di essere insufficiente quando erano accese le luci anteriori ed altri componenti elettrici. Un'altra critica fu l'assenza degli indicatori della temperatura dell'acqua e del livello del carburante. Comunque, nel complesso, i commenti dei clienti statunitensi furono positivi. Il modello aveva un'accelerazione da 0 a 97 km/h di 22,7 secondi.
Un esemplare venne provato dalla rivista The Motor nel 1952. Vennero registrate una velocità massima di 124 km/h ed un'accelerazione da 0 a 97 km/h di 18,2 secondi. Fu annotato un consumo di carburante di 10,6 L/100 km
Nel 1998 i diritti e le proprietà intellettuali associati alla produzione della MG TD furono acquisiti dall'azienda malese TD Cars Sdn Bhd per produrre il modello sotto la denominazione TD2000.

## La TF Midget
La TF Midget, lanciata il 15 ottobre 1953, era in sostanza la versione aggiornata della TD. Montava il motore della TD Mark II, i fanali anteriori installati sui parafanghi, una calandra inclinata ed in nuovo impianto di raffreddamento. La presenza dei carburatori doppio corpo incrementò la potenza a 57,5 bhp. L'unica carrozzeria disponibile fu roadster due porte.
Nel 1954 fu incrementata la cilindrata da 1.250 cm³ a 1.466 cm³ grazie all'aumento dell'alesaggio a 72 mm. Il rapporto di compressione raggiunse gli 8,3:1, mentre la potenza i 63 CV a 5.000 giri al minuto. Il modello in seguito cambiò nome in TF1500.
La produzione terminò il 4 aprile 1955, dopo 9.602 esemplari assemblati, che includevano due prototipi e 3.400 TF1500. Il modello venne sostituito dalla MGA.